# Austin Jackson (Baseballspieler)
Austin Jarriel Jackson (* 1. Februar 1987 in Denton, Texas) ist seit 2010 ein US-amerikanischer professioneller Baseballspieler in der Major League Baseball. Sein erstes Spiel bestritt er für die Detroit Tigers am 5. April 2010. Am 31. Juli 2014 wurde er von den Tigers zu den Seattle Mariners getauscht. Seine Verteidigungspositionen ist die des Outfielders (Centerfield). Seine Trikot-Nummer bei den Tigers war die Nummer 14. Aktuell hat er die Nummer 16.

## Statistiken

### 2014
Mit 7 Sacrifice Flys (SF) steht Austin Jackson am 28. Juni 2014 auf Rang eins, gemeinsam mit Mike Trout, Matthew Joyce und Billy Butler.

## Gehalt
Austin Jacksons Gehalt seit 2010 beläuft sich bisher auf 10.840.000 USD.